# NGC 3738
NGC 3738 (również PGC 35856, UGC 6565 lub Arp 234) – galaktyka nieregularna (Im), znajdująca się w gwiazdozbiorze Wielkiej Niedźwiedzicy. Została odkryta 14 kwietnia 1789 roku przez Williama Herschela. Galaktyka ta należy do grupy galaktyk M94. Znajduje się w odległości około 12 milionów lat świetlnych od Ziemi. Jest galaktyką karłowatą o średnicy około 10 tysięcy lat świetlnych. Jest to także galaktyka gwiazdotwórcza.